# Ahmet Ertegün
Ahmet Ertegün (Isztambul, 1923. július 31. – New York, New York, 2006. december 14.) az Atlantic Records török származású alapítója és ügyvezető igazgatója, akit „a modern zeneipar egyik legfontosabb alakjának” tartanak. Ő alapította az Észak-Amerikai Futball-liga New York Cosmos csapatát is.

## Gyermek- és fiatalkora
Ahmet Ertegün és testvére, Nesuhi, Isztambulban születtek. 1935-ben édesapjukkal, Münir Ertegünnel – aki a Török Köztársaság nagykövete volt – Washingtonba költöztek, ahol Münir fiait muzulmánként nevelte fel. 1936-ban, Atatürk reformjainak következtében minden török állampolgárnak vezetéknevet kellett választania. Münir az Ertegün nevet választotta, melynek jelentése „reményteli jövőben élő”.
Ahmetet bátyja, Nesuhi vezette be a zenei életbe, amikor a 9 éves kisfiút elvitte olyan jazz előadók koncertjeire, mint Duke Ellington vagy Cab Calloway. A fivérek rendszeresen jártak Milt Gabler Commodore Record Store lemezboltjába, és több mint 15 000 jazz és blues kiadványt gyűjtöttek össze. megismerkedtek olyan előadókkal, mint Elligton, Lena Horne vagy Jelly Roll Morton. Ahmet és Nesuhi gyakran utazott a New York-i Harlembe vagy New Orleans-ba zenét hallgatni.
1944-ben a fivérek elveszítették édesapjukat, akit az Arlingtoni Nemzeti Temetőben helyeztek nyugalomra. Két évvel később Harry S. Truman elnök a USS Missouri csatahajó fedélzetén visszaküldte az egykori nagykövet testét Törökországba.
Ahmet 1944-ben végzett az annapolisi St. John's College főiskolán, majd a Georgetown Egyetemen hallgatott középkori filozófiát. Nem sokkal az apa halála után a család úgy döntött, visszatérnek Törökországba, ám Ahmet és Nesuhi az Egyesült Államokban maradtak. Nesuhi Los Angelesbe költözött, míg Ahmet Washingtonban maradt, és elhatározta, hogy átmenetileg a zeneiparban helyezkedik el, amíg el nem végzi tanulmányait, majd visszaköltözik Törökországba.

## A kezdetek
1946-ban Ahmet megismerkedett Herb Abramson fogászhallgatóval, aki akkoriban a National Records kiadó A&R menedzsere volt. Elhatározták, hogy közösen létrehoznak egy gospel, jazz és R&B hanglemezkiadót, melynek alapítását anyagilag a család barátja, Dr. Vahdi Sabit fogorvos finanszírozta. A cég Atlantic Records néven 1947 szeptemberében jött létre, az első felvételek pedig novemberben készültek el.
1949-ben, 22 sikertelen kiadvány után elkészült az Atlantic első slágere, Stick McGee Drinkin' Wine Spo-Dee-O-Dee című dala. Az 1950-es években a társaság terjeszkedni kezdett, az üzletbe beszállt Jerry Wexler és Nesuhi Ertegün is. Ekkor már olyan előadókkal dolgoztak, mint Ruth Brown, Big Joe Turner, The Clovers, The Drifters, The Coasters vagy éppen Ray Charles. Az Atlantic Records hamarosan az első számú rhythm and blues kiadó lett, és 1957-ben azon úttörő kiadók közé tartozott, akik már sztereó-felvételeket készítettek.
Ahmet maga is írt klasszikus blues-szerzeményeket A. Nugetre (Ertegün visszafelé olvasva) álnév alatt; többek között a Chains of Love és a Sweet Sixteen című dalokat, melyeket először Big Joe Turner majd B. B. King előadásában hallhatott a nagyközönség. Ő írta Ray Charles Mess Around című slágerét is.

## Házassága
1961-ben Ahmet Ertegün feleségül vette Ioana Maria Banu-t, aki Mica néven vált elismert belsőépítésszé.

## A folytatás
Az 1960-as években, gyakran helyi kiadókkal együttműködve az Atlantic elősegítette a soul zene elterjedését, olyan előadókkal, mint Ben E. King, Solomon Burke, Otis Redding, Percy Sledge, Aretha Franklin és Wilson Pickett. Ahmet adott teret Peter Grant elképzeléseinek a Led Zeppelinnel kapcsolatban, valamint meggyőzte a Crosby, Stills and Nash-t, hogy Neil Young velük mehessen egy turnéra, létrehozva így a Crosby, Stills, Nash and Young-ot. 1965-ben Ahmet egy westhaptoni nightclubban felfedezte a The Rascals-t, akik négy év alatt 13 toplistás dalt produkáltak, és akik 1997-ben helyet kaptak a Rock-n-Roll Hall Of Fame-ben.
Az Ertegün testvérek és Wexler 1967-ben eladták az Atlantic Records-ot a Warner Bros.-Seven Arts-nak 17 millió dollárért. Négy évvel később a testvérek megalapították a New York Cosmos labdarúgó-csapatot és óriási szerepük volt abban, hogy olyan labdarúgókat hoztak a csapathoz, mint Pelé, Carlos Alberto vagy Franz Beckenbauer.
1969 után, amikor a cég először a Kinney konglomerátum, majd a Time Warner tagja lett, Ertegün megmaradt az Atlantic vezetőjeként, de kevéssé vonta be magát a produceri munkába. Produceri munkájához olyan előadók fűződnek, mint Dr. John vagy a Dire Straits. Többször használta személyes kapcsolatait és képességeit olyan tárgyalások, mint a The Rolling Stones ügy esetében, amikor a Stones terjesztőt keresett saját kiadójának, a Rolling Stones Records-nak. Ertegün személyesen tárgyalt Mick Jaggerrel és érte el, hogy a The Stones és az Atlantic együttműködésre lépjenek, annak ellenére, hogy más kiadók több pénzt ajánlottak az együttesnek.
1987-ben Ahmet Ertegün bekerült a Rock and Roll Hall of Fame sztárjai közé. Az 1980-as évek végén Bonnie Raitt és mások segítségével másfél millió dolláros tőkéből létrehozta a Rhythm and Blues Alapítványt, mely anyagi segítséget nyújtott alulfizetett blues zenészeknek. Az alapítvány annak a hosszadalmas küzdelemnek az eredményeként jött létre, melyben Ruth Brown és más Atlantic-művészek követelték a ki nem fizetett jogdíjakat. Később más lemezcégek is támogatták az alapítványt. Az első támogatottak között volt John Lee Hooker, Ruth Brown és Johhny „Guitar” Watson.
Ertegün tiszteletbeli diplomát kapott 1991-ben a Berklee College of Music intézettől, 1993-ban pedig életműdíjjal jutalmazták a Grammy-díjátadón.
Az Egyesült Államok Kongresszusi Könyvtára 2000-ben Élő Legendává nyilvánította. 2003-ban bátyjával Nesuhival együtt bekerült a National Soccer Hall of Fame nagyjai közé. 2005-ben a National Academy of Recording Arts and Sciences intézete a President's Merit Award Salute to Industry Icons érdemrenddel jutalmazta.
Törökországban kritizálták amiatt, hogy befolyásos kapcsolatai ellenére sem foglalkozott a török zenével, ennek ellenére az Atlantic records kiadásában megjelent egy lemez Music of the Whirling Dervishes (A kerengő dervisek zenéje) címmel, és Ertegünnek szándékában volt szerződést kötni a népszerű popénekes Tarkannal is, ám rajtuk kívül álló okok miatt ez nem sikerült, az elkészült dalok pedig sohasem jelentek meg. A BBC London rádiónak adott interjújában Tarkan elmondta, hogy Ertegün sokat segített neki a beilleszkedésben, amikor Amerikába költözött, és hogy Ertegün tervei között szerepelt a későbbi együttműködés is, melynek a producer-üzletember halála vetett véget.

## Halála
2006. október 29-én Bill Clinton volt amerikai elnök 60. születésnapjára rendezett New York-i The Rolling Stones fellépésen a 83 éves Ertegün megcsúszott és beütötte a fejét. Eleinte stabil állapota hamarosan romlani kezdett, kómába esett. Ezt a Led Zeppelin tagja, Jimmy Page jelentette be az együttes Uk Music Hall of Fame megjelenésekor. Ertegün 2006. december 14-én halt meg a New York-i Presbiteriánus Kórházban, családja végig mellette volt.
Ertegünt december 18-án helyezték örök nyugalomra Isztambul Üsküdar negyedének Sultantepe kerületében, az Sufi Tekke temetőben, testvére, apja és sejk dédapja mellé. A temetésen a családtagokon kívül több százan vettek részt, a török és a nemzetközi zenei világ is képviseltette magát, jelen volt például Tarkan, Kenan Doğulu és Kid Rock is. A Warner Music képviselője így nyilatkozott Ertegünről:
Úgy fognak emlékezni rá, mint olyasvalakire, aki lehetőséget adott az embereknek, hogy jó zenét csinálhassanak és bekerülhessenek a zenei piacra. Nem érdekelte az előadó bőrszíne, csak a zenéje és a dalszövegei

## Emlékezete
Ahmet Ertegün emlékére koncertet szerveztek 2007. április 17-én New York-ban. Wynton Masalis nyitotta meg az estet a Didn't He Ramble című dallal, Eric Clapton és Dr. John, a Drinkin' Wine Spo-Dee-O-Dee-t adták elő és fellépett még többek között Solomon Burke, Ben E. King, Sam Moore, Stevie Nicks, Crosby, Stills, Nash & Young és Phil Collins is.
2007. július 31-én a hollywoodi Grauman’s Egyptian Theatre-ben emlékeztek Ertegünre barátai, ahol levetítették az American Masters dokumentumfilmjét Atlantic Records: The House That Ahmet Built (Atlantic Records: A ház, melyet Ahmet épített) címmel.
2007. november 26-án Londonban újra összeállt a Led Zeppelin egy fellépés erejéig. A show célja, hogy támogassák az Ahmet Ertegün Education Fund elnevezésű alapítványt, mely egyetemi ösztöndíjakat finanszíroz tehetséges fiatalok számára az Egyesült Királyságban, Amerikában és Törökországban.

## A művészetekben
- A Ray Charles életét bemutató Ray című filmben Ahmet Ertegünt Curtis Armstrong formálta meg.
- A Bobby Darin életéről szóló Tengeren túlon (Beyond the Sea) című filmben Tayfun Bademsoy alakította Ertegünt.
- Frank Zappa a fiát nevezte el Ertegün után Ahmetnek.

## Lásd még
- Atlantic Records